# 1977-es Formula–1 monacói nagydíj
A monacói nagydíj volt az 1977-es Formula–1 világbajnokság hatodik futama.

## Futam
Itt debütált az F1-ben Riccardo Patrese. A pole a Brabhames John Watsoné lett. A Wolffal versenyző Scheckter jó rajtot vett, és a második helyről az élre állt. Vezető pozícióját a verseny végéig megőrizte. Watson a 48. körig autózott a második helyen, amikor váltóprobléma miatt kiesett. Scheckter mögött a két Ferrari végzett: Lauda második, Reutemann harmadik lett.
| Helyezés | #  | Nemzet               | Versenyző          | Csapat/Motor       | Körök | Idő/Kiesés oka     | Rajthely | Pontszám |
| -------- | -- | -------------------- | ------------------ | ------------------ | ----- | ------------------ | -------- | -------- |
| 1        | 20 | Dél-Afrika 1928-1994 | Jody Scheckter     | Wolf-Ford          | 76    | 1:57:52,77         | 2        | 9        |
| 2        | 11 | Ausztria             | Niki Lauda         | Ferrari            | 76    | 0,09               | 6        | 6        |
| 3        | 12 | Argentína            | Carlos Reutemann   | Ferrari            | 76    | 32,8               | 3        | 4        |
| 4        | 2  | Németország          | Jochen Mass        | McLaren-Ford       | 76    | 34,6               | 9        | 3        |
| 5        | 5  | USA                  | Mario Andretti     | Lotus-Ford         | 76    | 35,55              | 10       | 2        |
| 6        | 17 | Ausztrália           | Alan Jones         | Shadow-Ford        | 76    | 36,61              | 11       | 1        |
| 7        | 26 | Franciaország        | Jacques Laffite    | Ligier-Matra       | 76    | + 1:04,44          | 16       |          |
| 8        | 19 | Olaszország          | Vittorio Brambilla | Surtees-Ford       | 76    | + 1:08,64          | 14       |          |
| 9        | 16 | Olaszország          | Riccardo Patrese   | Shadow-Ford        | 75    | + 1 kör            | 15       |          |
| 10       | 22 | Belgium              | Jacky Ickx         | Ensign-Ford        | 75    | + 1 kör            | 17       |          |
| 11       | 34 | Franciaország        | Jean-Pierre Jarier | Team Penske-Ford   | 74    | + 2 kör            | 12       |          |
| 12       | 24 | UK                   | Rupert Keegan      | Hesketh-Ford       | 73    | + 3 kör            | 20       |          |
| Kiesett  | 6  | Svéd                 | Gunnar Nilsson     | Lotus-Ford         | 51    | Váltó              | 13       |          |
| Kiesett  | 7  | UK                   | John Watson        | Brabham-Alfa Romeo | 48    | Váltó              | 1        |          |
| Kiesett  | 4  | Franciaország        | Patrick Depailler  | Tyrrell-Ford       | 46    | Váltó              | 8        |          |
| Kiesett  | 18 | Ausztria             | Hans Binder        | Surtees-Ford       | 41    | Üzemanyag rendszer | 19       |          |
| Kiesett  | 28 | Brazil               | Emerson Fittipaldi | Fittipaldi-Ford    | 37    | Motorhiba          | 18       |          |
| Kiesett  | 1  | UK                   | James Hunt         | McLaren-Ford       | 25    | Motorhiba          | 7        |          |
| Kiesett  | 8  | Németország          | Hans-Joachim Stuck | Brabham-Alfa Romeo | 19    | Elektronika        | 5        |          |
| Kiesett  | 3  | Svéd                 | Ronnie Peterson    | Tyrrell-Ford       | 10    | Fék                | 4        |          |
| NK       | 37 | Olaszország          | Arturo Merzario    | March-Ford         |       |                    |          |          |
| NK       | 33 | Hollandia            | Boy Hayje          | March-Ford         |       |                    |          |          |
| NK       | 25 | Ausztria             | Harald Ertl        | Hesketh-Ford       |       |                    |          |          |
| NK       | 22 | Svájc                | Clay Regazzoni     | Ensign-Ford        |       |                    |          |          |
| NK       | 9  | Brazil               | Alex Ribeiro       | March-Ford         |       |                    |          |          |
| NK       | 10 | Dél-Afrika 1928-1994 | Ian Scheckter      | March-Ford         |       |                    |          |          |

## Statisztikák
Vezető helyen:
- Jody Scheckter: 76 (1-76)

Jody Scheckter 6. győzelme, 4. leggyorsabb köre, John Watson 1. pole-pozíciója.
- Wolf 2. győzelme.

Riccardo Patrese első versenye.